# Șcerbînivka, Zolotonoșa
Șcerbînivka (în ucraineană Щербинівка) este un sat în comuna Kropîvna din raionul Zolotonoșa, regiunea Cerkasî, Ucraina.

## Demografie
Componența lingvistică a localității Șcerbînivka
     Ucraineană (97,92%)
     Rusă (2,08%)
Conform recensământului din 2001, majoritatea populației localității Șcerbînivka era vorbitoare de ucraineană (97,92%), existând în minoritate și vorbitori de rusă (2,08%).